# Las cajas
Las cajas es una novela del periodista y escritor mexicano Luis Spota, escrita en 1973.

## Sinopsis
En un país ficticio el gobierno traslada con ayuda de voluntarios -jóvenes que quieren ayudar a la revolución- unas cajas misteriosas de la capital a la frontera. Uno de los miembros de la expedición es un burócrata que desertó de su trabajo en el gobierno y anónimamente se incorpora a los voluntarios para huir al país del norte. Durante el larguísimo viaje vienen a su mente una serie de terribles recuerdos de su infancia antes de la revolución comunista, de su actual trabajo en la sobreideologización de las "masas proletarias" que se intercalan con las vivencias actuales en la caja del tráiler que lleva las famosas cajas; y los compañeros del voluntariado que van igualmente en el tráiler. Casualmente todas las vivencias en el tráiler y las paradas para comer, orinar, etc. siempre transcurren de noche. Al llegar a la frontera reflexiona sobre lo que será su vida en el otro país, que siempre será visto como un desertor y sin trabajo, por lo que se arrepiente y piensa que es mejor regresar a su antigua vida de burócrata.
- Datos: Q5970942